# Dieter Schliwka
Dieter Schliwka (* 29. Dezember 1939 in Gelsenkirchen) ist ein deutscher Lehrer und Schriftsteller.

## Leben und Wirken
Nach seinem Schulabschluss absolvierte er eine Ausbildung zum Bergmann und war anschließend zehn Jahre lang im Steinkohlenbergbau tätig. Danach absolvierte er ein Studium der Pädagogik und war bis zur Verrentung als Lehrer für die Fächer Wirtschaft, Technologie und Deutsche Sprache tätig.
Als Autor veröffentlichte Schliwka rund 16 Romane und Sachbücher.
Schliwka wohnt in Herten.

## Auszeichnungen (Auswahl)
- Preis beim Franckh-Kosmos-Autorenpreis 1974[1]
- Preis der Leseratten des ZDF (1985)[1]
- Buch des Monats der Jugendbuch-Crew (1985)[1]
- Buch des Monats der Deutschen Akademie für Kinder- und Jugendliteratur[1]

## Werke (Auswahl)
- Hakenkreuz und Gänseblümchen. 3. Auflage. Dürr und Kessler, Rheinbreitbach 2000, ISBN 3-8181-6017-1.
- Weil wir dich lieben oder Gewalt wirft lange Schatten. Rowohlt, Reinbek bei Hamburg, 1997, ISBN 3-499-20850-4.
- Salto abwärts. 8. Auflage. dtv, München 1995, ISBN 3-423-07874-X.
- Sirtaki: die Geschichte von Nina und Jannis, ihrer Liebe und der Sehnsucht nach Frieden. 3. Auflage. dtv, München 1993, ISBN 3-423-78001-0.